# Chiesa di Sant'Andrea (Castiglioncello del Trinoro)
La chiesa di Sant'Andrea è un edificio religioso situato a Castiglioncello del Trinoro, nel comune di Sarteano.

## Descrizione
La chiesa è di stile romanico con semplice facciata in travertino, tetto a capanna e campanile a monofore. Ha subito nel corso degli anni vari rifacimenti.
L'interno ad unica navata è stato ristrutturato dall'architetto Leonardo de Vegni nel 1789. Si distingue la cappella dedicata al beato Bonaventura da Venere di Chieti (1557-1627), un frate francescano che visse da eremita in una grotta presso l'Eremo del Sasso, con affreschi e stucchi nella volta, molto degradati.
Da segnalare anche il fonte battesimale in travertino del XIV secolo.